# Boxtal
Boxtal ist ein Stadtteil von Freudenberg im Main-Tauber-Kreis in Baden-Württemberg.

## Geographie

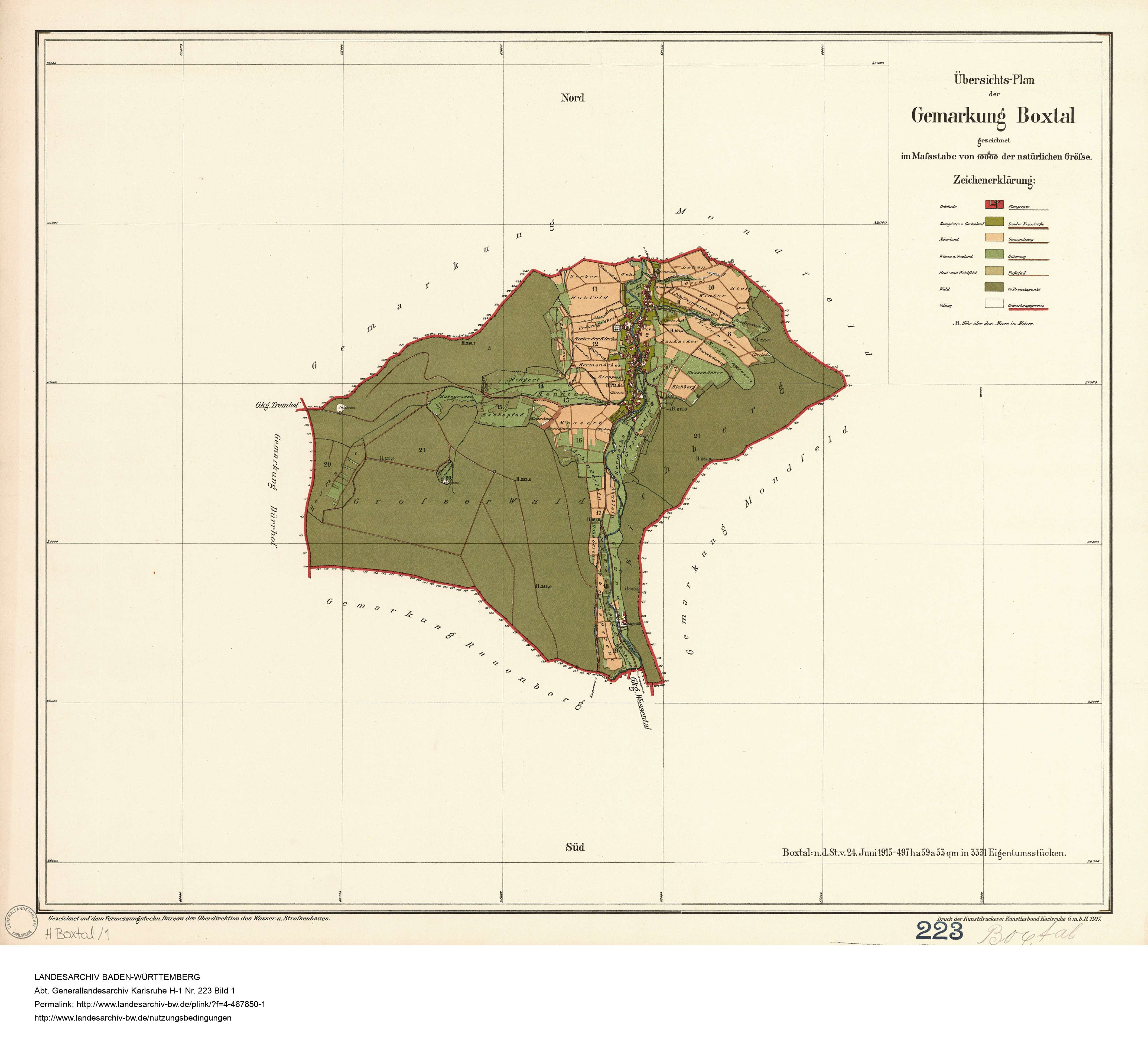
Gemarkung von Boxtal, 1917

Zur Gemarkung der ehemaligen Gemeinde Boxtal gehören das Dorf Boxtal (⊙), das Gehöft Tremhof (⊙) und der Wohnplatz Sägmühlen (⊙). Die Bebauung des im Wildbachtal gelegenen Dorfes erstreckt sich auf beiden Seiten des Bachs in Talrichtung. Neubaugebiete entstanden in den Gewannen Bermathe (1960) und Aub (1964) östlich von Boxtal.
Das am 27. Dezember 2004 eingerichtete Wasserschutzgebiet Mondfeld/Boxtal umfasst eine Fläche von 831,8 Hektar. Ein Teil des Wasserschutzgebiets liegt in der angrenzenden Wertheimer Ortschaft Mondfeld.

## Geschichte

### Mittelalter
Im Jahre 1319 wurde der Ort erstmals urkundlich als Bogshol erwähnt, dessen Wortstamm hol wohl als Hohlweg zu deuten ist. 1396 und 1527 erfolgten weitere urkundliche Erwähnungen als Boxel. Es handelt sich um eine mittelalterliche Rodungssiedlung in einem zu Bürgstadt gehörenden Waldgebiet. Daher gehörte Boxtal auch zur dortigen Zehnt.
Die Hälfte der Ortsherrschaft wurde 1396 und 1489 von den Herren von Riedern an die Grafen von Wertheim verkauft. Die andere Hälfte gelangte nach einem Austausch der Grafen von Wertheim mit der Deutschordenskommende Prozelten ebenfalls an die Grafen. Seit 1423 gehörte das Dorf zum Amt Freudenberg.

### Neuzeit
1598/1612 wurde Boxtal mit dem gesamten Amt Freudenberg durch das Hochstift Würzburg eingezogen. Fortan teilte der Ort das politische und kirchliche Schicksal Freudenbergs. 1803 fiel der Ort im Zuge der Säkularisation durch den Reichsdeputationshauptschluss vom Bistum Würzburg an die Löwenstein-Wertheim-Virneburg, bevor er im Jahre 1806 durch die Bestimmung der Rheinbundakte badisch wurde. Von 1813 bis 1938 gehörte Boxtal zum Amt und späteren Bezirksamt Wertheim, dann ab 1938 zum Landkreis Tauberbischofsheim, der wiederum am 1. Januar 1973 im neu gebildeten Main-Tauber-Kreis aufging.
1925 wurde die Gemarkung Tremhof eingemeindet. Boxtal wiederum wurde am 1. Januar 1972 gemeinsam mit Ebenheid und Wessental in die Stadt Freudenberg eingemeindet.

## Religion
Im Mittelalter gehörte Boxtal wohl zur Pfarrei Bürgstadt. Im späten 16. Jahrhundert gehörten die evangelischen Gläubigen zur Pfarrei Nassig. Nach der Gegenreformation gehörte der Ort kirchlich zu Freudenberg. 1768 wurde durch den würzburgischen Hofrat Frankenberger eine eigene Pfarrei gestiftet, zu deren Sprengel Mondfeld gehörte. Die evangelischen Gläubigen gehören heute zu Nassig.

## Kultur und Sehenswürdigkeiten

### Pfarrkirche St. Nikolaus
Die katholische Kirche St. Nikolaus verfügt über spätromanische Formen und einen Turm des 13. Jahrhunderts. Das Kirchenschiff mit Rundbogenfenstern stammt von 1880/81. In den 1960er Jahren wurde die Kirche erweitert. Im Inneren befindet sich ein Triumphbogen der mit der Jahreszahl 1747 bezeichnet ist, sowie Zubehör, u. a. eine Rochusfigur die um 1900 angefertigt wurde.

### Lourdeskapelle
Eine der ältesten deutschen Lourdeskapellen befindet sich in Boxtal. Sie wurde von Pfarrer Lorenz Englert gestiftet und am 26. Juli 1885 eingeweiht.

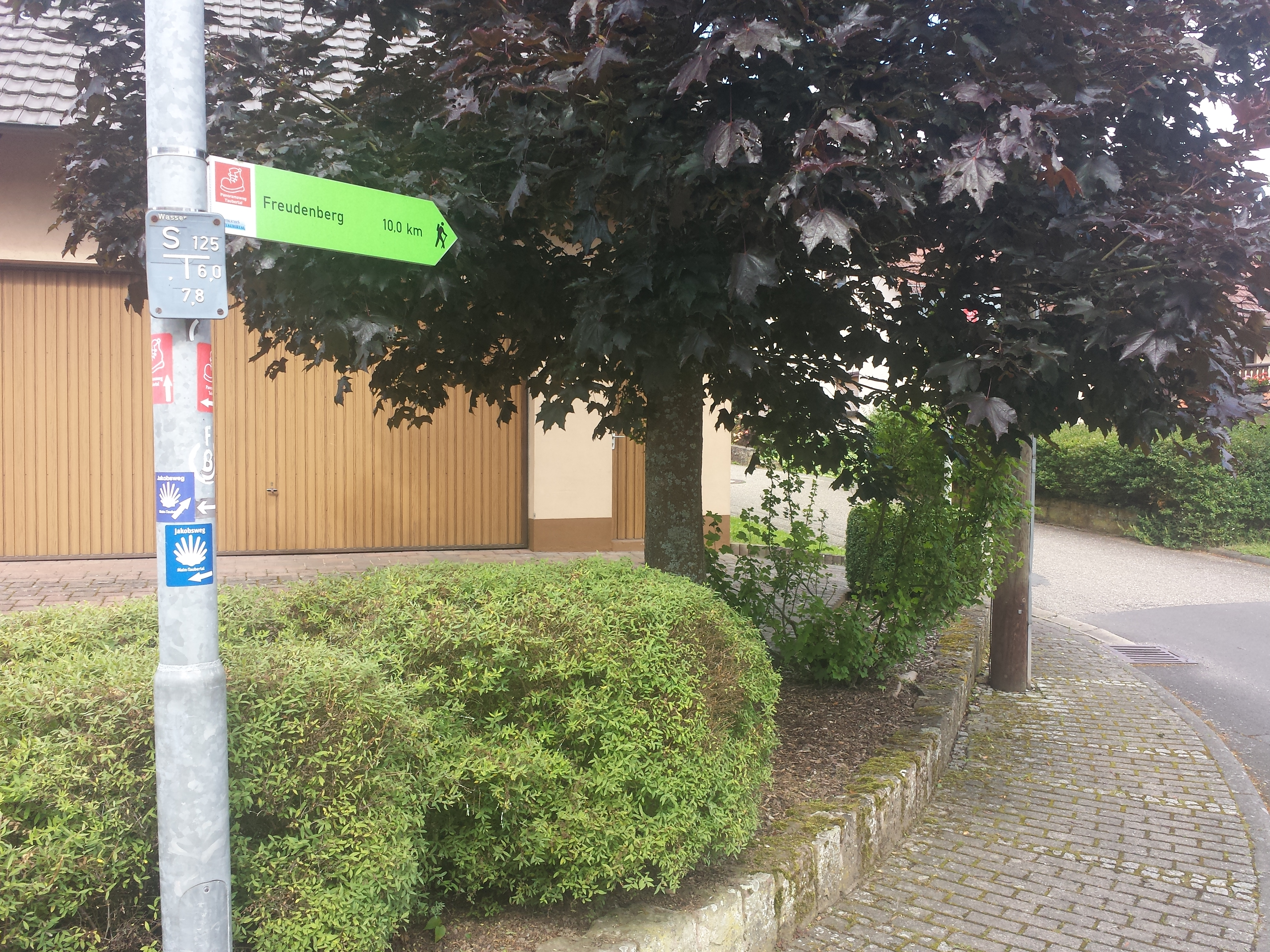
Hinweisschilder für Wanderwege in Boxtal

### Kleindenkmale
Ein bekanntes Wahrzeichen Boxtals ist der Boxtaler Frosch, eine Steinfigur an einem Brunnen. Weitere Kleindenkmale wie der Hohe Stein oder das Dümmigdenkmal sind Zeugen aus der Vergangenheit.

### Wanderwege
Sowohl der Panoramaweg Taubertal als auch der Jakobsweg Main-Taubertal führen durch Boxtal. Für die Jakobspilger befindet sich eine Stempelstelle im Gasthaus „Zur Rose“ (Kirchstraße 15).
Der zweite Rundwanderweg im Lieblichen Taubertal (LT 2) mit der Bezeichnung „Romantisches Wildbachtal“ beginnt und endet in Boxtal.

## Verkehr
Boxtal ist aus nördlicher und südlicher Richtung jeweils über die K 2879 (im Ortsbereich auch Wildbachstraße genannt) zu erreichen.
Boxtal liegt am Radweg Liebliches Taubertal – der Sportive.